# Bérhaverok
A Bérhaverok (eredeti cím: The Wedding Ringer) 2015-ben bemutatott amerikai filmvígjáték Jeremy Garelick rendezésében. A főszerepet Kevin Hart, Josh Gad és Kaley Cuoco alakítja.
Az Amerikai Egyesült Államokban 2015. január 16-án mutatták be, Magyarországon két hónappal később szinkronizálva, március 26-án az InterCom Zrt. forgalmazásában.
A film nagyrészt negatív véleményeket kapott a kritikusoktól. A Metacritic oldalán értékelése 35% a 100-ból, ami27 véleményen alapul. A Rotten Tomatoeson a Bérhaverok 27%-os minősítést kapott, 93 értékelés alapján.

## Történet
Egy balfék fiatal vőlegénynek, Doug Harrisnek egyetlen barátja sincs. A férfi azt hazudja a menyasszonyának, hogy sok barátja van. Doug hamarosan rákényszerül arra, hogy vőfélyeket béreljen menyasszonyának családja lenyűgözéséhez. Jimmy Callahan (Hart) pont ezen problémák megoldására hivatott. A nagydumás srác nagyon jól hazudik és ez a Doughoz hasonló lúzerek miatt megy jól neki. Összehívja gyerekkori barátjait is a lagzira, ám az ott zajló ceremónia viszont balul sül el.

## Szereplők
| Színész         | Szerep                       | Magyar hang        |
| --------------- | ---------------------------- | ------------------ |
| Kevin Hart      | Jimmy Callahan / Bic Mitchum | Makranczi Zalán    |
| Josh Gad        | Doug Harris                  | Elek Ferenc        |
| Kaley Cuoco     | Gretchen Palmer              | Haumann Petra      |
| Alan Ritchson   | Kip / Carew                  | Varju Kálmán       |
| Cloris Leachman | Nagyi                        | Kassai Ilona       |
| Affion Crockett | Reggie / Drysdale            | Kovács Lehel       |
| Ken Howard      | Reggie / Drysdale            | Papp János         |
| Jorge Garcia    | Lurch / Garvey               | Fesztbaum Béla     |
| Mimi Rogers     | Lois Palmer                  | Andresz Kati       |
| Olivia Thirlby  | Allison Palmer               | Törőcsik Franciska |